# Damiano David
Damiano David (ur. 8 stycznia 1999 w Rzymie) – włoski piosenkarz i autor tekstów.
Od 2016 wokalista zespołu rockowego Måneskin, z którym zwyciężył w finale 65. Konkursu Piosenki Eurowizji (2021). Od 2024 również artysta solowy.

## Życiorys
Urodził się w Rzymie, jego rodzice z zawodu są stewardami. Ma starszego o trzy lata brata o imieniu Jacopo. Ze względu na pracę rodziców od najmłodszych lat bardzo dużo podróżował po świecie. W wieku 17 lat grał na pozycji rozgrywającego w koszykówkę w klubie Eurobasket Roma. Uczył się w Liceo Linguistico Eugenio Montale w Rzymie, ale szkoły średniej nie ukończył, gdyż poświęcił się karierze muzycznej.

## Kariera
W czasach licealnych poznał Victorię De Angelis i Thomasa Raggi, z którymi zdecydował się na założenie zespołu. Został wokalistą w zespole Måneskin, mimo że jego kandydatura początkowo została odrzucona przez Victorię, która uznała jego styl za „zbyt popowy”. Początkowo Damiano wraz z zespołem grał na ulicach Rzymu. W 2017 wzięli udział w 11. sezonie włoskiej edycji X-Factora, w którym zajęli drugie miejsce. W tym samym roku wydali debiutancki album pt. Il ballo della vita, który promowali w trasach koncertowych rozegranych w 2018 i 2019. W maju 2021 roku wraz z zespołem wygrał 65. Konkurs Piosenki Eurowizji w Rotterdamie, w tym samym roku wydał z zespołem drugi album studyjny pt. Teatro d’ira: Vol. I.
W 2024 rozpoczął karierę solową wydaniem singla „Silverlines”. W maju 2025 wydał debiutancką płytę pt. Funny Little Fears, którą promowała także singlami: „Born with a Broken Heart”, „Next Summer”, „Zombie Lady” i „The First Time”. Na ten sam rok zapowiedział pierwszą samodzielną trasę koncertową po Europie.

## Kontrowersje
Po wygranej w 65. Konkursie Piosenki Eurowizji został oskarżony o zażywanie narkotyków po tym, jak pochylał się nad stołem. Podczas konferencji zapytany o zażywanie środków odurzających stwierdził, że w rzeczywistości pochylał się, ponieważ sprzątał potłuczone szkło. Taka informacja pojawiła się również w wydanym oświadczeniu przez EBU. Wokalista zapowiedział, że po powrocie z konkursu przejdzie dobrowolny test narkotykowy. 24 maja ukazały się wyniki testu, które potwierdziły słowa Davida – wynik testu był negatywny.

## Życie prywatne
W latach 2017–2023 był w związku z włoską influencerką Giorgią Soleri. W styczniu 2024 związał się z amerykańską piosenkarką Dove Cameron.
Jest sojusznikiem społeczności LGBT.
Jest kibicem klubu piłkarskiego AS Roma.

## Dyskografia

### Single
| Rok                                                      | Tytuł                      | Najwyższe pozycje na listach | Najwyższe pozycje na listach | Najwyższe pozycje na listach | Najwyższe pozycje na listach | Najwyższe pozycje na listach | Najwyższe pozycje na listach | Najwyższe pozycje na listach | Album              |
| Rok                                                      | Tytuł                      | ITA                          | CRO Int. Air.                | EST Air.                     | FRA                          | JPN Hot Over.                | POL Air.                     | SWI                          | Album              |
| -------------------------------------------------------- | -------------------------- | ---------------------------- | ---------------------------- | ---------------------------- | ---------------------------- | ---------------------------- | ---------------------------- | ---------------------------- | ------------------ |
| 2024                                                     | „Silverlines”              | 85                           | –                            | –                            | –                            | –                            | –                            | –                            | Funny Little Fears |
| 2024                                                     | „Born with a Broken Heart” | 24                           | 6                            | 7                            | 21                           | 2                            | 2                            | 54                           | Funny Little Fears |
| 2025                                                     | „Next Summer”              | 50                           | 20                           | 62                           | 72                           | 14                           | 1                            | 60                           | Funny Little Fears |
| 2025                                                     | „Zombie Lady”              | –                            | –                            | –                            | –                            | –                            | 1                            | –                            | Funny Little Fears |
| 2025                                                     | „The First Time”           | 55                           | –                            | –                            | –                            | –                            | –                            | 68                           | Funny Little Fears |
| „–” oznacza, że singel nie był notowany na danej liście. |                            |                              |                              |                              |                              |                              |                              |                              |                    |

### Single promocyjne
| Rok  | Tytuł    | Najwyższe pozycje na listach | Najwyższe pozycje na listach | Najwyższe pozycje na listach | Najwyższe pozycje na listach | Album              |
| Rok  | Tytuł    | ISR Int. Air.                | LAT Air.                     | LTU Air.                     | PAN Ang. Air.                | Album              |
| ---- | -------- | ---------------------------- | ---------------------------- | ---------------------------- | ---------------------------- | ------------------ |
| 2025 | „Voices” | 14                           | 3                            | 31                           | 16                           | Funny Little Fears |